# ساری‌گونی
ساری‌گونی یکی از روستاهای استان آذربایجان شرقی است که در دهستان سهندآباد بخش تیکمه‌داش شهرستان بستان‌آباد واقع شده‌است.از محصولات این روستا میتوان به سیب،پنیر،کره،گوشت و...اشاره کرد.جمعیت این روستا مهاجرت کرده و در شهر های تهران،تبریز،قم،مراغه،بستان آباد،کندرود و لاهیجان زندگی میکنند.این روستا ۵۰ نفر جمعیت دارد.